# Nadia Owusu
Nadia Owusu (nacida en Dar es Salaam ) es una escritora y autora de memorias estadounidense. En 2019 ganó el Whiting Awards en la categoría de no ficción.
Se graduó de Pace University, Hunter College y Mountainview College.

## Obra
- Aftershocks, A Memoir, Nueva York, Simon & Schuster, 2020. ISBN 9781982111229[2][3][4][5]
- So Devilish a Fire Brooklyn, NY : Serie TAR Chapbook, 2017.